# Ed Peterson
Edward T. "Ed" Peterson (Búfalo, Nueva York, 27 de junio de 1924-Syracuse, Nueva York, 20 de marzo de 1984) fue un jugador de baloncesto estadounidense que disputó dos temporadas en la NBA y una más en la NBL. Con 2,06 metros de estatura, jugaba en la posición de pívot.

## Trayectoria deportiva

### Universidad
Su trayectoria universitaria transcurrió en los Big Red de la Universidad Cornell, siendo uno de los dos únicos jugadores del centro en llegar a jugar profesionalmente en la NBA.

### Profesional
Fue elegido en el Draft de la NBA de 1948 por New York Knicks, pero acabó fichando por los Syracuse Nationals, que ese año competían en la NBL. Al año siguiente se incorporaron a la NBA con gran éxito, ya que alcanzaron las Finales, en las que cayeron ante los Minneapolis Lakers por 4-2. Peterson contribuyó ese año con 7,2 puntos por partido.
Mediada la temporada siguiente fue traspasado a los Tri-Cities Blackhawks a cambio de Noble Jorgensen, donde acabó el año promediando 7,8 puntos y 6,9 rebotes por partido.

## Estadísticas de su carrera en la NBA

### Temporada regular
| Año     | Equipo     | PJ  | %TC  | %TL  | RPP | APP | PPP |
| ------- | ---------- | --- | ---- | ---- | --- | --- | --- |
| 1949–50 | Syracuse   | 62  | .428 | .600 |     | .5  | 7.2 |
| 1950–51 | Syracuse   | 17  | .370 | .606 | 2.2 | .5  | 4.7 |
| 1950–51 | Tri-Cities | 36  | .330 | .675 | 6.9 | 1.6 | 7.8 |
| Total   | Total      | 115 | .384 | .627 | 5.4 | .9  | 7.0 |

### Playoffs
| Año     | Equipo   | PJ | %TC  | %TL  | RPP | APP | PPP |
| ------- | -------- | -- | ---- | ---- | --- | --- | --- |
| 1949–50 | Syracuse | 11 | .419 | .571 |     | .1  | 4.0 |
| Total   | Total    | 11 | .419 | .571 |     | .1  | 4.0 |